# Mieczysław Stusiński
Mieczysław Adam Stusiński (ur. 25 listopada 1937 w Bogatem w powiecie przasnyskim, zm. 10 lutego 2016 w Przasnyszu) – nauczyciel, poeta.
Absolwent Liceum Ogólnokształcącego w Makowie Mazowieckim (1955), kursu z przedmiotów pedagogicznych zakończonego maturą pedagogiczną w Ciechanowie (1958), Studium Nauczycielskiego w Ciechanowie (1961) oraz studium wieczorowego Wydziału Matematyki i Mechaniki Uniwersytetu Warszawskiego (magisterium 1971). Od 1955 pracował jako nauczyciel, najdłużej w l. 1971–2006 uczył matematyki w Liceum Ogólnokształcącym im. Komisji Edukacji Narodowej w Przasnyszu. Pierwszy przewodniczący koła NSZZ Solidarność w przasnyskim LO (1980–81). Przez wiele lat czołowy szachista Mazowsza. 
Poeta, członek Klubu Literackiego "Przaśnik" oraz członek założyciel Związku Literatów na Mazowszu (2009). Autor utworów satyrycznych o tematyce politycznej i obyczajowej, baśni oraz wierszy dla dzieci. Wydał: Szkice i próby (Przasnysz 2003), Rymowanki dla dzieci (Przasnysz 2006) oraz Zwierciadło pamięci. Opowiadania z okolic Przasnysza (Bogate 2009). Utwory poetyckie M. Stusińskiego publikowane były w Almanachu przasnyskich poetów Na receptę (Przasnysz 2003) oraz w Almanachu Poetyckim Mławsko-Przasnyskim Zbliżenia (2007), także na łamach prasy lokalnej i w periodykach literackich. Otrzymał Medal Stanisława Ostoja-Kotkowskiego w kategorii Twórca Uznany (2009) oraz nagrodę Przaśnika (2013). Mieszkał w Przasnyszu.